# (38490) 1999 TA117
1999 TA117 (asteroide 38490) é um asteroide da cintura principal. Possui uma excentricidade de 0.00935280 e uma inclinação de 0.99908º.
Este asteroide foi descoberto no dia 4 de outubro de 1999 por LINEAR em Socorro.